# Campeonato de Apertura (Chile)
Campeonato de Apertura var en chilensk fotbollsturnering som spelades vissa år mellan 1933 och 1950, och som spelades i början av varje säsong. Mästerskapet var föregångaren till den nuvarande Copa Chile. Totalt spelades det 15 turneringar, varav två turneringar 1944 och 1949. Santiago Morning vann turneringen flest gånger efter att ha vunnit fem gånger (1943, båda turneringarna 1944, 1949 samt 1950). Räknar man även Santiago Football Club till Santiago Mornings resultat når klubben sex titlar, då Santiago Football Club vann 1934. De näst flesta mästarna blev Colo-Colo som vann fyra gånger (1933, 1938, 1940 och 1945). Därutöver delade Universidad Católica, Magallanes, Audax Italiano, Santiago National och Unión Española en titel var.

## År för år
| År      | Mästare              | Tvåa                 | Resultat | Namn                  |
| ------- | -------------------- | -------------------- | -------- | --------------------- |
| 1933    | Colo-Colo            | Unión Española       | 2–1      | Copa Cesar Seoane     |
| 1934    | Santiago FC          | Colo-Colo            | 4–2      | Copa Apertura         |
| 1937    | Magallanes           | Audax Italiano       | 2–0      | Copa Apertura Aliviol |
| 1938    | Colo-Colo            | Audax Italiano       | 3–1      | Copa Apertura         |
| 1940    | Colo-Colo            | Universidad de Chile | 3–2      | Copa Apertura         |
| 1941    | Audax Italiano       | Magallanes           | 2–1      | Copa Apertura         |
| 1942    | Santiago National    | Badminton            | 2–1      | Copa Apertura         |
| 1943    | Santiago Morning     | Audax Italiano       | 4–3      | Copa Campeones        |
| 1944-I  | Santiago Morning     | Audax Italiano       | 1–1      | Copa Jaime Rodríguez  |
| 1944-II | Santiago Morning     | Unión Española       |          | Copa Campeones        |
| 1945    | Colo-Colo            | Unión Española       |          | Copa Campeones        |
| 1947    | Unión Española       | Iberia               | 2–0      | Copa Preparación      |
| 1949    | Santiago Morning     | Santiago Wanderers   | 3–2      | Copa Preparación      |
| 1949-E  | Universidad Católica | Santiago Badminton   | 3–2      | Copa Preparación      |
| 1950    | Santiago Morning     | Audax Italiano       | 2–2      | Copa Carlos Varela    |